# London Mathematical Society
The London Mathematical Society (LMS) est la plus importante société savante de mathématiques en Angleterre.

## Histoire
La société est fondée le 16 janvier 1865, son premier président est Auguste De Morgan. Les premières réunions se tiennent à l'University College de Londres mais la société est rapidement déplacée à Burlington House, Piccadilly. Les activités initiales comprennent des entretiens et la publication d'un journal.
La LMS est utilisée comme modèle pour créer l'American Mathematical Society en 1888.
La société reçoit sa charte royale en 1965, un siècle après sa création. En 1998, son siège est déplacé de Burlington House dans une maison nommée De Morgan House à Bloomsbury pour s'adapter à son expansion.
Le président actuel est le professeur John Toland.

## Activités
La société publie des livres et des périodiques, organise des conférences, fournit des fonds pour la promotion de la recherche et de l'éducation en mathématiques, et récompense par des prix les meilleurs recherches dans ce domaine.

## Publications
La société publie plusieurs périodiques :
- Bulletin of the London Mathematical Society[1]
- Journal of the London Mathematical Society[2]
- Proceedings of the London Mathematical Society[3]
- Transactions of the London Mathematical Society[4]

Elle édite aussi des lettres régulières pour ses membres.
La LMS publie aussi d'autres revues :
- Journal of Topology,
- Compositio Mathematica pour le compte de sa société fondatrice,
- Mathematika pour le compte du University College de Londres,
- Nonlinearity avec l'Institute of Physics.

La revue électronique, Journal of Computation and Mathematics a cessé de paraîtré fin 2017.
La LMS édite plusieurs séries de livres, appelées respectivement
- Monographs,
- Lecture Notes,
- Student Texts, et
- History of Mathematics conjointement avec l'American Mathematical Society. Elle copublie quatre séries de traductions,
- Russian Mathematical Surveys,
- Izvestiya: Mathematics,
- Sbornik: Mathematics (avec l'académie des sciences de Russie et Turpion Ltd), et
- Transactions of the Moscow Mathematical Society (avec l'American Mathematical Society).

## Prix
- Médaille De Morgan, tous les trois ans,
- Prix Pólya, deux ans sur trois,
- Prix Senior Berwick, en alternance avec le
- Prix Berwick,
- Prix Senior Whitehead,
- Prix Junior Whitehead, annuel,
- Prix et lecture Naylor,
- Prix Fröhlich, bisannuel,
- Médaille David Crighton, décernée conjointement avec l'Institute of Mathematics and its Applications.
- Médaille Christopher-Zeeman, décernée conjointement avec l'Institute of Mathematics and its Applications.
- Conférence Forder et conférence Aitken, décernées conjointement avec la Société mathématique de Nouvelle-Zélande.
- Prix Hirst[6]